# مها الصالح
مها الصالح (10 أبريل 1945 - 14 يونيو 2008)، ممثلة ومخرجة سورية.

## عن حياتها
ولدت في مدينة جبلة في اللاذقية وتوفيت بسبب مرض عضال. وهي زوجة الفنان أسعد فضة وأخت سنية صالح زوجة الكاتب محمد الماغوط، وأخت خالدة سعيد زوجة الشاعر أدونيس. بدأت مسيرتها الفنية عام 1963 في فرقة الفنون الدرامية التابعة للتلفزيون، ثم عملت في المسرح القومي ممثلة ومخرجة مسرحية معتمدة على فن المونودراما. لها العديد من الأفلام والمسلسلات المحلية. غيبها المرض عن الساحة الفنية لفترة طويلة قبل أن تتوفى.

## أعمالها

### المسرح
قدمت للمسرح العديد من المسرحيات تمثيلا وإخراجاً:

#### تمثيل
- لكل حقيقته
- عرس الدم
- جان دارك
- أيام سلامون
- زواج على ورق من طلاق
- الملك لير
- العنب الحامض
- السعد
- الزير سالم
- حكاية بلا نهاية
- أبو خليل القباني
- الميراث
- عيشة
- خطبة لاذعة ضد رجل جالس
- أحد أشهر أعمالها الأخيرة كان مسرحية ”شجرة الدر“ المأخوذ عن نص للكاتب التونسي عز الدين المدني، وإخراج د. شريف خزندار وأدائها منفردة.

#### الإخراج
- خطبة لاذعة ضد رجل جالس[1]

### السينما
- حسناء وأربع عيون
- ثلاثية العار
- نجوم النهار
- صندوق الدنيا
- الطحين الأسود
- حبيبي مجنون جدا
- مطلوب رجل واحد
- العالم سنة 2000
- ذكرى ليلة حب
- بنات للحب
- صيد الرجال

### تلفزيون
كثير من أعمالها تميزت في التلفزيون ومنها:
- المفسدون في الأرض
- امرأة لا تعرف اليأس
- أولاد بلدي
- حارة القصر
- أبو كامل
- حكايا الليل
- الأميرة الشماء
- عز الدين القسام
- حرب السنوات الأربع
- بصمات على جدار الزمن
- برج العدالة
- خط النهاية
- القبضاي بهلول
- متعب الشقاوي

## جوائز
نالت مها جوائز وتكريمات كثيرة عربية ودولية.. كان أهمها: 
- جائزة أفضل ممثلة في مهرجان البحر الأبيض المتوسط في إيطاليا.
- جائزة تمثال السيدة صاحبة الكلب لتشيخوف في الخرطوم لأدائها المنفرد في مسرحية شجرة الدر مع شهادة تقدير من المهرجان المسرحي السابع.

## روابط خارجية
- مها الصالح على موقع قاعدة بيانات الأفلام العربية